# Van den Bergh (Nederlands adelsgeslacht)

Familiewapen van Van den Bergh

Van den Bergh is een geslacht waarvan leden sinds 1867 tot de Nederlandse adel behoren.

## Geschiedenis
De stamreeks begint met Arnd Jansz. van den Bergh († 1625) die landbouwer te Roosteren was. Zijn nazaat mr. Arnold Joseph Theodore Hubert van den Bergh (1819-1888) werd bij Koninklijk Besluit van 25 juli 1867 verheven in de Nederlandse adel. Hierdoor verkregen hij en zijn nageslacht het predicaat van jonkheer en jonkvrouw.
In 2023 waren er nog zeven mannelijke telgen in leven, de laatste geboren in 2022.

## Enkele leden
- Adrianus Theodorus van den Bergh (1767-1819), adjunct-maire van Roermond
  - Jhr. mr. Arnold Joseph Theodore Hubert van den Bergh (1819-1888), procureur-generaal gerechtshof 's-Gravenhage
    - Jhr. mr. Adrien Joseph van den Bergh (1854-1909), voorzitter Landraad
      - Jhr. dr. Victor Hubert van den Bergh (1900-1965), scheikundige, leraar scheikunde
        - Jhr. Friedjof Arnold van den Bergh (1930), oud-medewerker Stichting Energieonderzoek Centrum Nederland, chef de famille
          - Prof. jhr. dr. Hubert Hendrikus (Huub) van den Bergh (1957), hoogleraar vakdidactiek Nederlands aan de Universiteit Utrecht